# Cantonul Roanne-Nord
Cantonul Roanne-Nord este un canton din arondismentul Roanne, departamentul Loire, regiunea Rhône-Alpes, Franța.

## Comune
- La Bénisson-Dieu
- Briennon
- Mably
- Roanne (parțial, reședință)